# Вельге (Лодзинське воєводство)
Вельге (пол. Wielgie) — село в Польщі, у гміні Острувек Велюнського повіту Лодзинського воєводства.
Населення — 406 осіб (2011).
У 1975-1998 роках село належало до Серадзького воєводства.

## Демографія
Демографічна структура станом на 31 березня 2011 року:
|          | Загалом | Допрацездатний вік | Працездатний вік | Постпрацездатний вік |
| -------- | ------- | ------------------ | ---------------- | -------------------- |
| Чоловіки | 188     | 39                 | 125              | 24                   |
| Жінки    | 218     | 42                 | 121              | 55                   |
| Разом    | 406     | 81                 | 246              | 79                   |